# Joachim Wedekind
Pour les articles homonymes, voir Wedekind.
Joachim Wedekind (né le 26 février 1925 à Berlin, mort le 7 avril 1963 à Munich) est un scénariste allemand.

## Biographie
Wedekind suit des cours de comédien au centre de formation de Lilly Ackermann. Il apparaît dans des films pendant la Seconde Guerre mondiale.
Après la guerre, il commence à écrire des pièces radiophoniques et des scénarios. Dans les années 1950, il est auteur ou co-auteur de nombreux longs métrages allemands.

## Filmographie
En tant qu'acteur
- 1943 : Paracelse
- 1949 : Anonyme Briefe

En tant que scénariste
- 1951 : Professor Nachtfalter (de)
- 1952 : Christine la fille du forestier (de)
- 1952 : Pension Schöller
- 1952 : Die Wirtin von Maria Wörth
- 1953 : Die Junggesellenfalle
- 1953 : Maske in Blau
- 1953 : La Rose de Stamboul
- 1953 : Divorcée (de)
- 1953 : Heimlich, still und leise
- 1954 : Guitares d'amour (de)
- 1954 : An jedem Finger zehn
- 1955 : Ingrid: Die Geschichte eines Fotomodells
- 1955 : Gestatten, mein Name ist Cox (de)
- 1955 : Tant qu'il y aura des jolies filles
- 1955 : Drei Mädels vom Rhein (de)
- 1955 : Mädchen ohne Grenzen
- 1955 : Piroschka (de)
- 1956 : Kleines Zelt und große Liebe (de)
- 1957 : Das Mädchen ohne Pyjama
- 1957 : Gruß und Kuß vom Tegernsee (de)
- 1958 : Impudeur (de)
- 1958 : Wenn die Conny mit dem Peter
- 1959 : Patricia (de)
- 1959 : Immer die Mädchen (de)
- 1959 : Die ideale Frau (de)
- 1959 : Liebe verboten – Heiraten erlaubt (de)
- 1959 : Un jour qui ne finira plus (de)
- 1960 : Mit 17 weint man nicht (de)
- 1960 : Pension Schöller
- 1960 : Le Pont du destin (de)
- 1963 : Chiarevalle wird entdeckt (TV)
- 1964 : Frühling mit Verspätung (TV)